# Hoogste Onderscheiding voor Dapperheid
De Hoogste Onderscheiding voor dapperheid (Maleis: "Seri Pahlawan Gagah Perkasa", Engels:"Supreme Gallantry Award"), een betere vertaling lijkt "De Moedige en dappere strijder" of "the Gallant and Valiant Warrior" te zijn, werd op 29 juli 1960 door Koning Abdul Rahman van Maleisië ingesteld en is Maleisiës hoogste onderscheiding voor dapperheid. Het lint van de Orde is geel met rode biezen en de dragers van deze Ridderorde met één enkele rang plaatsen de letters "SP" achter hun naam.Wanneer men vaker wordt onderscheiden plaatst men een gesp op het lint.
Het kleinood is een opengewerkte zilveren medaille in de vorm van een maan met de woorden "Gagah Perkasa" en daarboven een ster met wolken.De medaille is met een zilveren verbinding aan het lint vastgemaakt.
Zie ook: De Lijst van Ridderorden in Maleisië